# Palazzo Ranuzzi

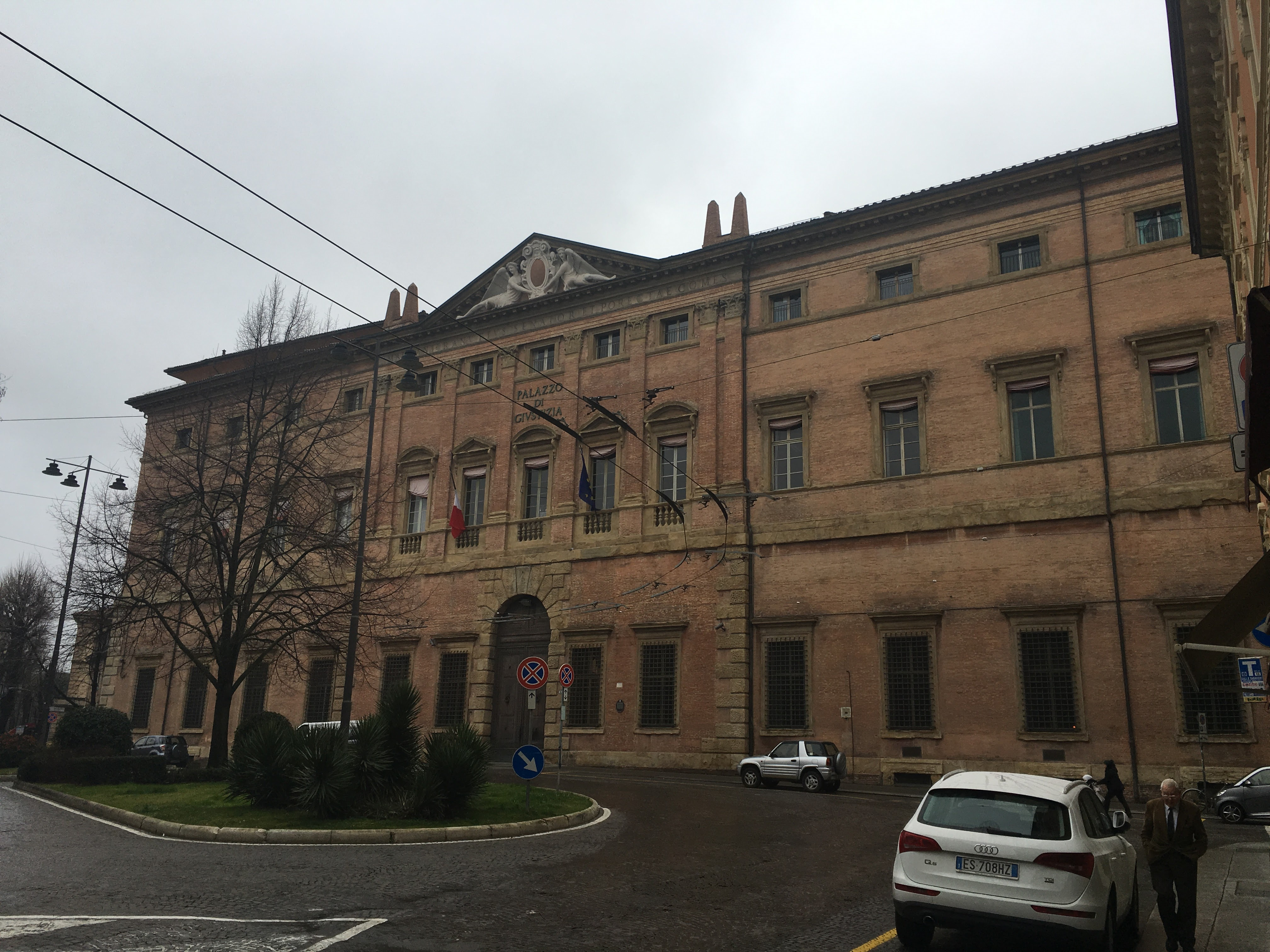
Palazzo Ranuzzi

Palazzo Ranuzzi (auch Palazzo Baciocchi oder Palazzo Ruini) ist ein barocker Palast im Zentrum von Bologna in der italienischen Region Emilia-Romagna. Er ist der Sitz des Appellationsgerichts (italienisch Corte d’appello) von Bologna.

## Geschichte
Der Palast stammt von 1572, als Carlo Ruini, Enkel des gleichnamigen Juristen, mit der Setzung der Fundamente begann.
Die Fassade entstand um 1582, vermutlich nach Plänen von Andrea Palladio: Ihr Ursprung ist nicht ganz sicher und sicherlich wurden die Arbeiten von lokalen Baumeistern ohne Überwachung des berühmten Architekten durchgeführt, der zwei Jahre zuvor verstorben war.
1634 starb die Familie Ruini aus; der Palast war noch nicht fertig und nur teilweise bewohnbar. 1679 wurde er an den Grafen Marco Antonio Ranuzzi verkauft, dessen Familie ihn fertigstellen und verschönern ließ und ihn so zu einem der herrlichsten und wichtigsten Paläste der Stadt machte.
Die malerische Rokokotreppe, die 1695 errichtet wurde, ausgestattet mit zwei elliptischen Zügen, ist das Werk der Bologneser Architekten Giuseppe Antonio Torri und Giovanni Battista Piacentini. Die Statuen der Treppe sind von Filippo Balugani. Der Festsaal ist das Werk von Ferdinando Galli da Bibiena und ist mit allegorischen Stutuen von Giuseppe Maria Mazza dekoriert. Zahlreiche Räume des Hauptgeschosses zeigen Fresken von verschiedenen Künstlern, darunter Marcantonio Franchsini, Giuseppe und Antonio Rolli, Vittorio Bigari, Antonio Basoli, Felice Giani, Giovanni Battista Sangiorgi und Pelagio Palagi.
1822 verkaufte die Familie Ranuzzi den Palast an den Fürsten Félix Baciocchi, den Witwer von Elisa Bonaparte, der Schwester von Napoleon Bonaparte und kurze Zeit Großfürstin der Toskana. Der neue Eigentümer ließ nicht nur einige Räume des Hauptgeschosses modernisieren, sondern kaufte auch einige vorgelagerte Gebäude, ließ sie abreißen und schuf die heutige Piazza dei Tribunali.
1858 verkaufte seine Tochter, Elisa Napoleona Baciocchi (1806–1869), den Palast an den Grafen Matteo Grabinski, einen Sohn des napoleonischen Generals Józef Grabiński (1771–1843). Nach dessen Tod 1873 kaufte die Stadt Bologna den Palast und machte ihn zum „Sede della Magistratura giudiziale“ (dt.: Sitz der Justizverwaltung).
1993 wurde der Palast radikal umgebaut.

## Bilder

Fotos von Paolo Monti, 1975
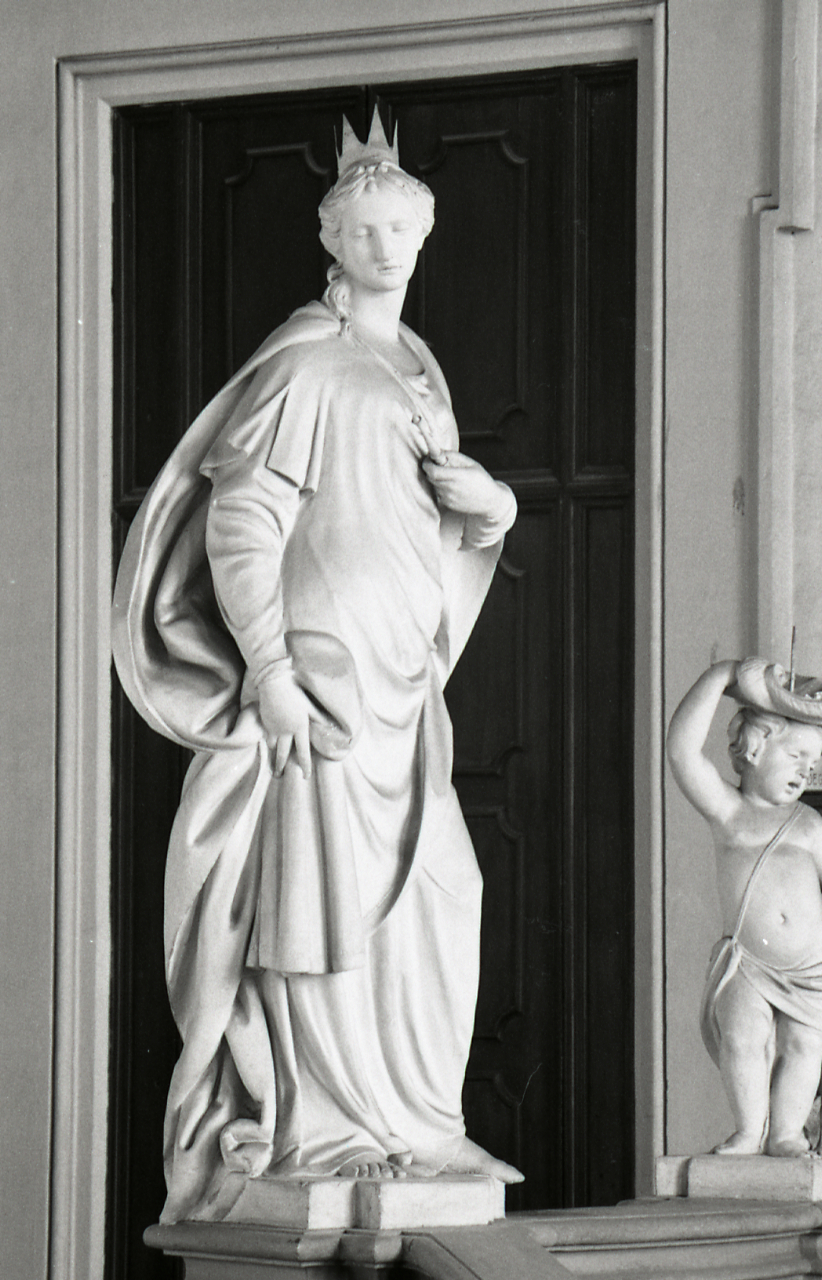
Skulptur aus dem 18. Jahrhundert
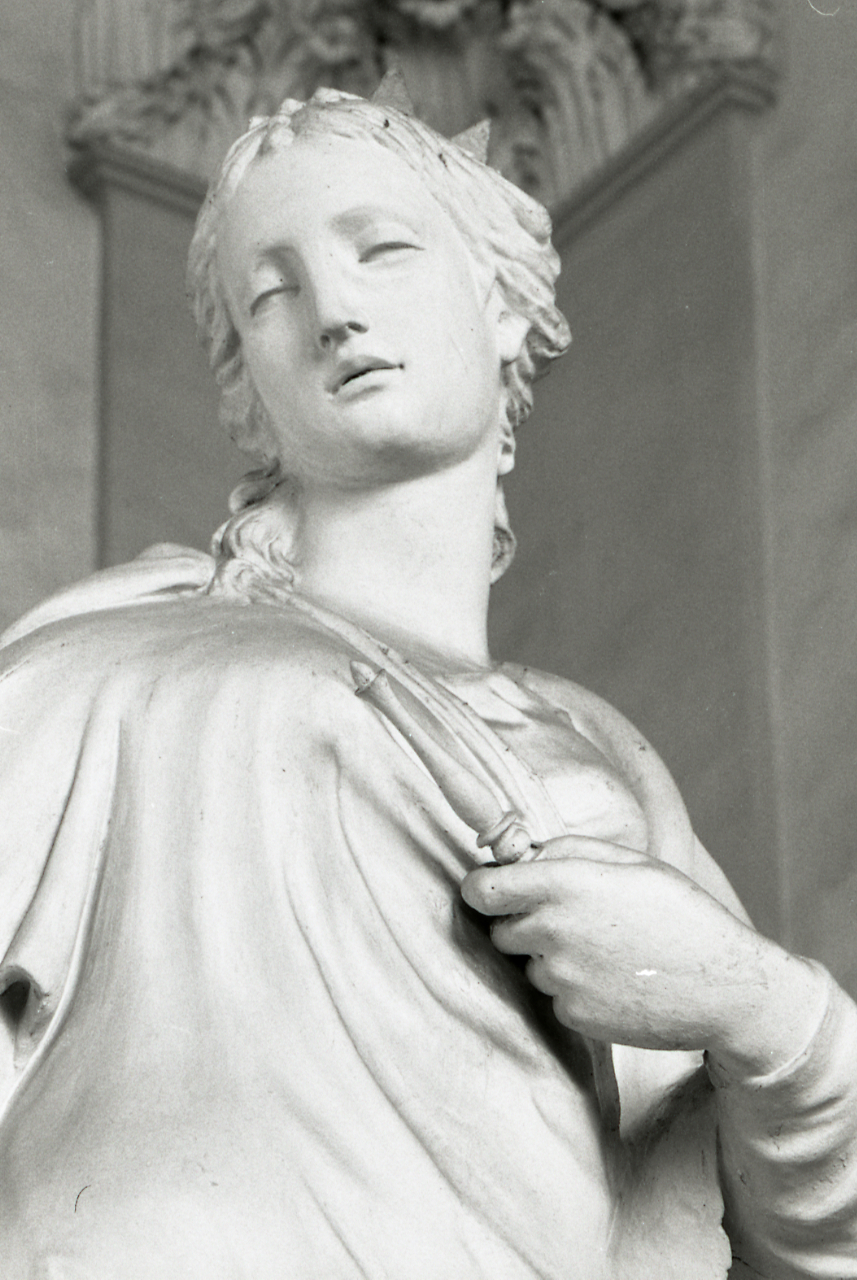
Skulptur aus dem 18. Jahrhundert
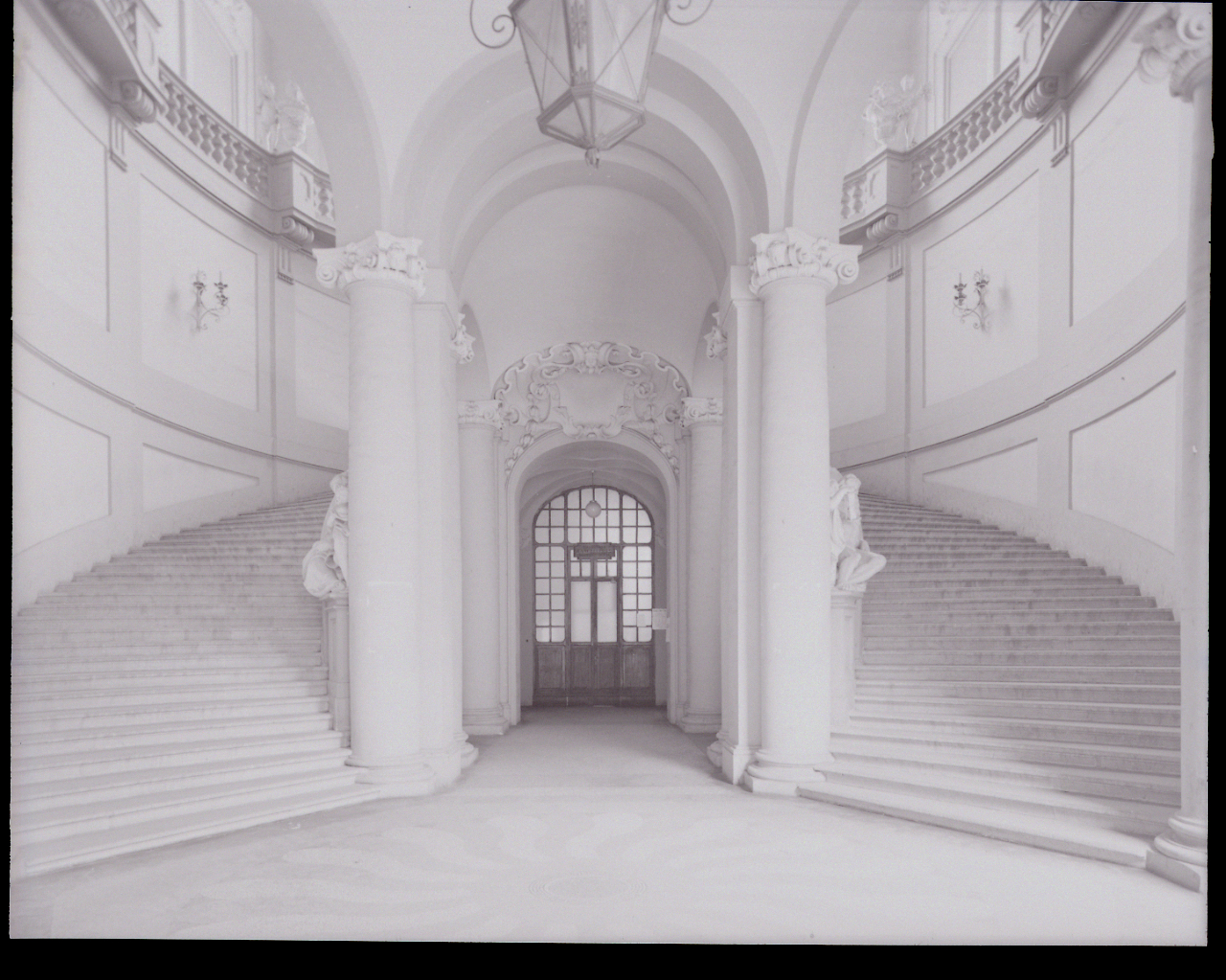
Die Treppe